# Kaznówek
Kaznówek – wieś w Polsce położona w województwie łódzkim, w powiecie łęczyckim, w gminie Świnice Warckie. Miejscowość wchodzi w skład sołectwa Kaznów. 
W latach 1975–1998 miejscowość należała administracyjnie do województwa konińskiego.